# Nikolai Leontiev
Nikolai Nikolaievich Leontiev (em russo:  Николай Николаевич Леонтьев; Moscou, 22 de maio de 1926 — Moscou, 10 de julho de 2009) foi um engenheiro russo e soviético.

## Publicações
- com Vlasov, V.Z. Beams, plates, and shells on elastic foundation Jerusalém, 1966.